# Ryu Gwansun
Ryu Gwansun (Cheonan, 16 de desembre de 1902 — 28 de setembre de 1920) també coneguda com a Yu Gwansun o Yoo Kwan-soon, fou una de les líders del que es va conèixer com a Moviment Primer de Març contra l'ocupació de l'Imperi colonial japonès de Corea a Chungcheong del Sud. Guardonada a títol pòstum amb l'Orde del Mèrit de la Independència el 1962, va esdevenir un símbol de la lluita coreana per a la independència.

## Vida primerenca i educació
Ryu Gwansun va néixer a Cheonan, a Corea del Sud, el 1902. Des de la primera infància, el seu pare la va animar a desenvolupar una gran devoció per Déu i per l'orgull nacional coreà. Hom la considerava una nena intel·ligent i memoritzava els passatges de la Bíblia després d'escoltar-los només una vegada. Una de les seves professores, una missionera anomenada Alice Sharp, la va remetre a la Universitat de Dones Ewha, avui coneguda com a Universitat Ewha, a Seül. Va poder assistir a través d'un programa de beques que requeria que els destinataris treballessin com a professors després de la graduació. El 1919, mentre era estudiant a la universitat, va ser testimoni directe dels inicis del Moviment Primer de Març. Amb d'altres cinc companyes es va unir al moviment i va participar en manifestacions a Seül.

## Activisme. Manifestacions per la independència
L'1 de març de 1919, la ciutat de Seül fou desbordada per les manifestacions de persones de tot el país que protestaven per la participació japonesa a Corea. Gwansun va abandonar Seül després que el 10 de març es va rebre l'ordre del govern japonès que totes les escoles coreanes, inclosa la Universitat Ewha, es tanquessin en resposta a les protestes en curs per a la independència. Va tornar a casa seva a Jiryeong-ri (ara Yongdu-ri), on va prendre un paper més actiu en el moviment de protesta.
Amb la seva família i d'altres activistes, Gwansun va començar a fomentar un ressentiment públic contra l'ocupació japonesa. Va visitar esglésies per explicar-li a d'altres persones les manifestacions pacifiques a Seül, i va organitzar una manifestació per a la independència a la que va convocar localitats veïnes com Yeongi, Chungju, Cheonan i Jincheon. La manifestació va començar l'1 d'abril de 1919, al mercat d'Aunae, a les 9 del matí. Varen participar uns 3.000 manifestants, cridant «Llarga vida a la independència de Corea!» (대한 독립 만세). A la una del migdia, la policia japonesa va intervindre dispersant els manifestants i va arrestar Gwansun i d'altres persones. Va esdevenir un caos i es van disparar trets d'arma que varen matar els pares de Gwansun. Com a resultat van resultar dinou víctimes mortals i trenta d'altres ferides pels militars japonesos.

## Empresonament, tortures i mort
La policia japonesa va oferir a Gwansun una sentència més curta a canvi d'admetre el seu crim i cooperar en trobar els altres organitzadors de la protesta. Es va negar a revelar la identitat o el parador de qualsevol dels seus col·laboradors fins i tot després de ser torturada.

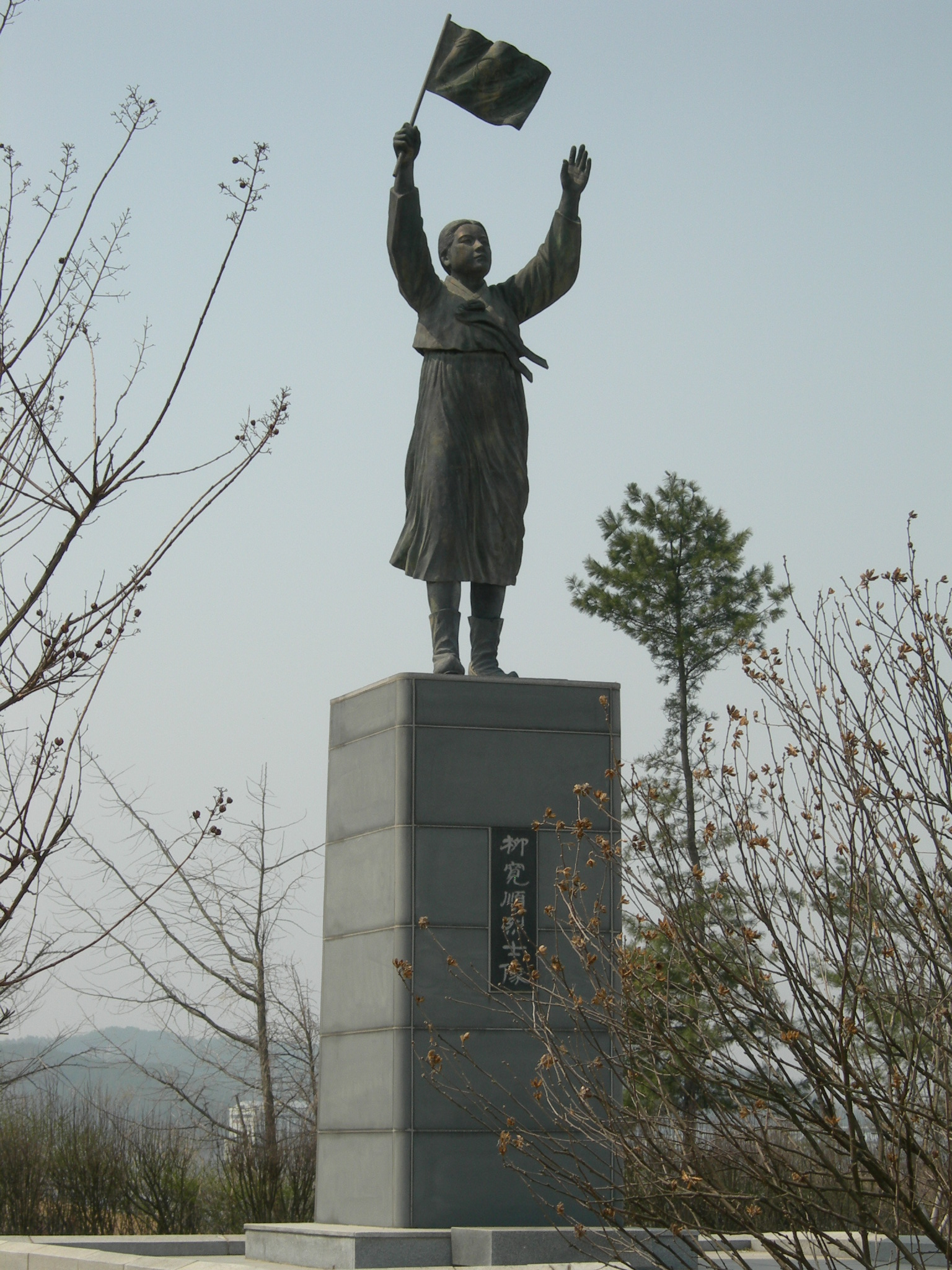
Estàtua de bronze de Ryu Gwansun en el seu memorial

Inicialment va ser retinguda a les dependències de la policia militar de Cheonan i després fou traslladada a la presó de la policia de Gongju. En el judici, a la cort local d'aquesta ciutat el 9 de maig, Gwansun va argumentar que els processos van ser controlats per l'administració colonial japonesa, la llei del governador general de Corea, i va ser supervisada per un jutge japonès assignat. Malgrat els seus intents d'obtenir el que creia que era un judici just, va rebre un veredicte de culpabilitat dels càrrecs de sedició i violació de la llei de seguretat, i va ser sentenciada a cinc anys de presó a Seodaemun. Durant el seu empresonament, Gwansun va continuar donant suport al moviment d'independència coreà fet pel qual va rebre cops i va patir altres formes de tortura a mans dels funcionaris de la presó japonesos. L'1 de març de 1920, Gwansun va organitzar una manifestació massiva amb els seus companys de presó en honor del primer aniversari de l'1 de març del moviment per a la independència. A conseqüència de les seves continues activitats de protesta, fou traslladada a una altra presó i va morir tres mesos abans del seu alliberament el 28 de setembre de 1920, resultat de complicacions vitals per les tortures i pallisses que va rebre.
Els funcionaris japonesos de primer moment es van negar a lliurar el cos a fi d'amagar la causa de la seva mort, però finalment el van entregar a Lulu Frey i Jeannette Walter, directores de l'antiga escola de Gwansun, que havien expressar públicament les seves sospites de tortura. Es va informar que el cos havia estat tallat en trossos però Walter, que la va vestir per al seu funeral, va negar que fos cert. El 14 d'octubre de 1920, es va celebrar el funeral de Ryu Gwansun a l'església de Jung-dong pel ministre Kim Jong-wu i el seu cos va ser enterrat al cementiri públic Itaewon, que a posterioritat fou destruït. Després que Corea guanyés la independència, es va construir un memorial en el seu honor, amb la cooperació de la província de Chungcheong del Sud i la ciutat de Cheonan.